# 王自立
王自立（1936年9月—），男，汉族，甘肃泾川人，中国中医学家，甘肃省中医院主任医师，甘肃中医药大学教授。第四届国医大师。